# Per Karlsson (calciatore 1989)
Per Johan Karlsson (Falkenberg, 20 aprile 1989) è un ex calciatore svedese, di ruolo difensore.

## Carriera
Karlsson è cresciuto nel Vinbergs IF, squadra dell'omonimo sobborgo della cittadina di Falkenberg, iniziando a giocare anche in prima squadra.
Nel 2011 è passato dal campionato di Division 4 (sesta serie) a quello di Division 2 (quarta serie) con il trasferimento al Tvååkers IF, società in cui ha inizialmente militato per due anni.
In vista della stagione 2013, Karlsson ha rifiutato la proposta dell'Halmia per accettare quella del Falkenberg nel campionato di Superettan. Al primo anno in maglia gialla ha collezionato 17 presenze realizzando due reti: la seconda di queste è stata siglata in una partita storica per il Falkenberg, ovvero la vittoria per 4-2 contro l'Ängelholm all'ultima giornata, che ha permesso di vincere il campionato e di salire in Allsvenskan per la prima volta. Con la promozione di quell'anno, Karlsson ha avuto la possibilità di debuttare nella massima serie svedese.
Nel dicembre 2015 ha firmato un rinnovo di due anni, accordo poi seguito da un ulteriore prolungamento biennale nel dicembre 2017, quando la squadra aveva da poco chiuso al 4º posto la Superettan 2017 dopo la retrocessione giunta l'anno precedente.
Karlsson e il Falkenberg hanno tuttavia conquistato il ritorno nella massima serie arrivando secondi nell'Superettan 2018, con il difensore che ha messo a referto 27 presenze sulle 30 partite previste da calendario, segnando anche 3 reti. La sua ultima partita con la maglia del Falkenberg è coincisa con la gara che ha visto la sua squadra salvarsi al 92' minuto dell'ultima giornata dell'Allsvenskan 2019.
Dopo le sette stagioni trascorse al Falkenberg, il trentenne Karlsson è sceso nella terza serie nazionale per tornare a far parte del Tvååkers IF, club di cui appunto aveva già fatto parte in passato. Dopo la stagione 2020 ha lasciato il calcio giocato.